# أنتوني ألبانيز
أنتوني ألبانيز (الإنجليزية: Anthony Albanese؛ مواليد 2 مارس 1963 في سيدني في أستراليا) هو سياسي أسترالي يشغل حاليًّا منصب رئيس وزراء أستراليا الحادي والثلاثين. حزبياً، ينشط في حزب العمال الأسترالي.

## مناصب
- انتخب عضو مجلس النواب الأسترالي عن دائرة جرايندلر [الإنجليزية]‏ (2 مارس 1996 – ).
- انتخب Manager of Opposition Business in the House (Australia) [الإنجليزية]‏ (10 ديسمبر 2006 – 3 ديسمبر 2007).
- انتخب Leader of the House (Australia) [الإنجليزية]‏ (3 ديسمبر 2007 – 18 سبتمبر 2013).
- انتخب Minister for Infrastructure, Transport, Regional Development and Local Government [الإنجليزية]‏ (25 مارس 2013 – 1 يوليو 2013).
- انتخب Minister for Communications (Australia) [الإنجليزية]‏ (1 يوليو 2013 – 18 سبتمبر 2013).
- انتخب Minister for Infrastructure, Transport, Regional Development and Local Government [الإنجليزية]‏ (3 ديسمبر 2007 – 18 سبتمبر 2013).
- انتخب نائب رئيس وزراء أستراليا [الإنجليزية]‏ (27 يونيو 2013 – 18 سبتمبر 2013).

## وصلات خارجية
- الموقع الرسمي